# Kontact
Kontact는 KDE가 개발한 개인 정보 관리자이자 그룹웨어 소프트웨어 제품군이다. 캘린더, 연락처, 노트, 할 일 목록, 뉴스, 이메일을 지원한다. 하나의 공통 코어 위에 상호 변경 가능한 수많은 그래픽 UI(KMail, KAddressBook, Akregator 등)를 제공한다.

## 역사
| KDE PIM 새해 모임 | KDE PIM 새해 모임 |
| 연도              | 날짜              |
| ----------------- | ----------------- |
| 2003              | 1/3-1/5           |
| 2004              | 1/2-1/5           |
| 2005              | 1/6-1/9           |
| 2006              | 1/6-1/8           |
| 2007              | 1/12-1/15         |
| 2008              | 2/1-2/3           |
| 2009              | 1/09-1/11         |
| 2010              | 1/8-1/10          |
| 2011              | 2/25-2/27         |